# Eleição municipal de Manaus em 2000
A eleição municipal de Manaus em 2000 ocorreu em 1 de outubro de 2000, para a eleição de um prefeito, um vice-prefeito e mais 33 vereadores. O prefeito Alfredo Nascimento (PL) terminou seu mandato em 1º de janeiro do ano seguinte.
Como nenhum dos candidatos atingiram 50+1%, houve segundo turno em 29 de outubro do mesmo ano entre Alfredo Nascimento (PL) e Eduardo Braga (PPS), vencendo a disputa eleitoral Alfredo Nascimento, sendo reeleito e governando a cidade pelo período de 1º de janeiro de 2001 a 31 de dezembro de 2004.

## Candidatos a prefeito
| Candidato(a)                       | Nome na Legenda    | Vice                                           | Partido | Nº | Coligação                                                                   |
| ---------------------------------- | ------------------ | ---------------------------------------------- | ------- | -- | --------------------------------------------------------------------------- |
| Alfredo Pereira do Nascimento      | Alfredo Nascimento | Omar José Abdel Aziz (PFL)                     | PL      | 22 | Manaus Levada a Sério (PL, PFL, PSC, PTB, PRTB, PSDC, PTdoB, PAN, PST, PHS) |
| Carlos Eduardo de Souza Braga      | Eduardo Braga      | José Sílvio Lucena da Costa e Silva (PRP)      | PPS     | 23 | Mudar Para Melhor (PPS, PRP, PMN, PPB, PSL, PV, PTN, PSD, PRONA)            |
| Eliude Bacelar de Oliveira         | Eliude Bacelar     | Aguinelo da Mata Canto, Raimundo Alecrim (PRN) | PRN     | 36 | PRN (sem coligação)                                                         |
| Eronildo Braga Bezerra             | Eron Bezerra       | Lúcia Regina Antony (PCdoB)                    | PCdoB   | 65 | Oposição Pra Valer (PCdoB, PCB)                                             |
| Francisco Virgílio Melo da Silva   | Francisco Virgílio | Eleonora Maria Barroso (PGT)                   | PGT     | 30 | PGT (sem coligação)                                                         |
| Herbert Amazonas Massulo           | Herbert Amazonas   | Eudes Lopes Melo (PSTU)                        | PSTU    | 16 | PSTU (sem coligação)                                                        |
| George Tasso Lucena Sampaio Calado | George Tasso       | Jorge de Souza Lima (PSDB)                     | PSDB    | 45 | PSDB (sem coligação)                                                        |
| Serafim Fernandes Corrêa           | Serafim Corrêa     | Marcus Luiz Barroso Barros (PT)                | PSB     | 40 | Acorda Manaus - Chegou a Hora (PSB, PT, PDT)                                |

## Resultado da eleição para prefeito
| 1º Turno 1 de outubro de 2000 | 1º Turno 1 de outubro de 2000 | 1º Turno 1 de outubro de 2000 | 1º Turno 1 de outubro de 2000 |
| Candidato(a)                  | Vice                          | Votação                       | Votação                       |
| Candidato(a)                  | Vice                          | Total                         | Porcentagem                   |
| ----------------------------- | ----------------------------- | ----------------------------- | ----------------------------- |
| Alfredo Nascimento (PL)       | Omar Aziz (PFL)               | 287.754                       | 47,47%                        |
| Eduardo Braga (PPS)           | Sílvio Lucena (PRP)           | 193.779                       | 31,97%                        |
| Serafim Corrêa (PSB)          | Marcus Barros (PT)            | 98.602                        | 16,27%                        |
| George Tasso (PSDB)           | Jorge Lima (PSDB)             | 13.874                        | 2,29%                         |
| Eron Bezerra (PCdoB)          | Lúcia Antony (PCdoB)          | 9.409                         | 1,55%                         |
| Herbert Amazonas (PSTU)       | Eudes Melo (PSTU)             | 1.151                         | 0,19%                         |
| Eliude Bacelar (PRN)          | Raimundo Alecrim (PRN)        | 945                           | 0,16%                         |
| Francisco Virgílio (PGT)      | Eleonora Barroso (PGT)        | 632                           | 0,10%                         |
| Total de votos válidos        | Total de votos válidos        | 606.146                       | 100,00%                       |
| Votos apurados                |                               |                               |                               |
| Votos válidos                 | Votos válidos                 | 606.146                       | 94,97%                        |
| Votos em branco               | Votos em branco               | 7.487                         | 1,17%                         |
| Votos nulos                   | Votos nulos                   | 24.620                        | 3,86%                         |
| Total de votos apurados       | Total de votos apurados       | 638.253                       | 100,00%                       |
| Eleitores                     |                               |                               |                               |
| Comparecimento                | Comparecimento                | 638.253                       | 83,88%                        |
| Abstenções                    | Abstenções                    | 122.672                       | 16,12%                        |
| Total de eleitores            | Total de eleitores            | 760.925                       | 100,00%                       |

| 2º Turno 29 de outubro de 2000 | 2º Turno 29 de outubro de 2000 | 2º Turno 29 de outubro de 2000 | 2º Turno 29 de outubro de 2000 |
| Candidato(a)                   | Vice                           | Votação                        | Votação                        |
| Candidato(a)                   | Vice                           | Total                          | Porcentagem                    |
| ------------------------------ | ------------------------------ | ------------------------------ | ------------------------------ |
| Alfredo Nascimento (PL)        | Omar Aziz (PFL)                | 319.987                        | 50,78%                         |
| Eduardo Braga (PPS)            | Sílvio Lucena (PRP)            | 310.119                        | 49,22%                         |
| Total de votos válidos         | Total de votos válidos         | 630.106                        | 100,00%                        |
| Votos apurados                 |                                |                                |                                |
| Votos válidos                  | Votos válidos                  | 630.106                        | 98,20%                         |
| Votos em branco                | Votos em branco                | 5.312                          | 0,83%                          |
| Votos nulos                    | Votos nulos                    | 6.224                          | 0,97%                          |
| Total de votos apurados        | Total de votos apurados        | 641.642                        | 100,00%                        |
| Eleitores                      |                                |                                |                                |
| Comparecimento                 | Comparecimento                 | 641.642                        | 84,32%                         |
| Abstenções                     | Abstenções                     | 119.283                        | 15,68%                         |
| Total de eleitores             | Total de eleitores             | 760.925                        | 100,00%                        |